# Tejeda y Segoyuela
Tejeda y Segoyuela – gmina w Hiszpanii, w prowincji Salamanka, w Kastylii i León, o powierzchni 44,1 km². W 2011 roku gmina liczyła 103 mieszkańców.